# Monfragüe Nationalpark
Monfragüe er et comarca (område uden administrativ rolle) i Extremadura, i det vestlige Spanien, hvor nationalparken Parque Nacional Monfragüe ligger.

## Historie
Fra 1979 var området beskyttet som naturpark, et lavere niveau af beskyttelse end nationalpark. I 1988 blev det erklæret som fuglebeskyttelsesområde, ind til nationalparkstatus blev tildelt i 2007. Området ligger i et 	1.161 km² 	(116.160 ha) stort Biosfærereservat med samme navn, som blev oprettet i 2003 af UNESCO.

## Beliggenhed
Parken ligger nord for Trujillo, og går fra øst mod vest langs dalen af floden Tagus (eller Tajo). Den omfatter en lang bjergryg, som gennemskæres af floden, som på vestsiden skaber en imponerende klippevæg, Peña Falcon (falkeklippen). På østsiden ligger ruinen af slottet Monfragüe. Floden Tietar løber ind i parken fra nord-øst og løber sammen med Tagus lige øst for Peña Falcon. Den lille landsby i parken Villareal de San Carlos er den eneste i området.

## Natur
Habitater i parken omfatter tætte krat, små egeskove, og mange klippepartier.
Der var store forandringer i årene mellem 1960-70 da der blev bygget dæmning over floden Tagus, hvilket ændrede dens løb gennem parken. Parken blev også ændret ved et projekt hvor man plantede eukalyptustræer, men denne ikke-hjemmehørende art bliver udryddet, da kommerciel skovdrift er forbudt i Spanske nationalparker.

### Fugle
Fuglebeskyttelsesområdet strækker sig uden for parken, hvor yngleområder er koncentreret, til de omgivende græsningsområder, hvor de søger føde.
Monfragüe er et fremragende sted for rovfugle, med mere end 15 regelmæssigt ynglende arter, herunder verdens største ynglekoncentration af munkegrib, en stor bestand af gåsegrib, og flere par spansk kejserørn, kongeørn og høgeørn. Klipperne på nordsiden af floden gennem parken, tiltrækker fotografer fra hele verden, og regeringen har bygget observationsposter langs flodens løb.
Andre vigtige ynglefugle i parken er sort stork og stor hornugle, og der er en høj tæthed af blåskader. Det er også et af de få steder i Europa hvor der yngler kaffersejler.

## Eksterne kilder og henvisninger
1. ↑  Parque Nacional de Monfragüe på mapama.gob.es
2. ↑  
"Monfragüe Biosphere Reserve, Spain". unesco.org. 2003. Arkiveret fra originalen 9. marts 2023. Hentet 21. april 2023.
3. ↑  BirdLife International (2012) Important Bird Areas factsheet: Monfragüe Arkiveret 22. august 2016 hos  Wayback Machine. Downloaded from http://www.birdlife.org on 17/06/2012

- Wikimedia Commons har flere filer relateret til Monfragüe Nationalpark

- Om nationalparken på parquedemonfrague.com (spansk)
- Oprettet hovedsageligt efter ver 750374827 på engelsk wikipedia

39°50′27″N 6°01′48″V / 39.84083°N 6.03000°V